# Korponai óvár
Korpona óvára (horvátul: Stari grad Krapina), vár Horvátországban, Korpona területén.

## Fekvése
Korpona óvára a mai városa felett, a Koszteli- (Kostelsko gore) és a Sztrahincsica-hegység (Strahinčije gore) közötti térség legfestőibb részén egy kisebb, sziklás magaslaton található. Ez a Krapinica folyócska bal partja fölötti hely nyújtotta a legjobb védelmi és ellenőrzési lehetőséget, a térségen átvezető főút fölött.

## Története
Korpona középkori várát 1258 körül Zagorjai Tamás fia Farkas comes építtette. Feltételezések szerint helyén már korábban is állt vár, melynek eredete a történelem homályba vész. Elképzelhető, hogy ősi horvát törzsfői erődítmény volt. 1271 előtt a Héder nembeli Henrik, a Kőszegiek őse foglalta el. 1339-től királyi várként a zagorjei ispánság központja. 1397-től Luxemburgi Zsigmond adományaként a Cilleieké, majd 1457-től zálogban Vitovecz János zagorjei grófé és horvát báné. Ezután királyi várként Hunyadi Mátyásé, aki fiának Corvin Jánosnak adta. Özvegye Frangepán Beatrix másodszor Brandenburgi Györgyhöz ment nőül, majd ennek halála után Keglevich Péter bán tulajdona lett. Végül többszöri tulajdonos váltás után II. Rudolf Draskovich János horvát bánnak adta. A bán uralma idején öt alkalommal ülésezett itt a horvát szábor. Itt a várban halt meg Erdődy Tamás gróf, aki 1593-ban Sziszeknél győzelmet aratott a török felett. A vár az 1775-ös földrengésben súlyos károkat szenvedett, tulajdonosai valószínűleg ekkor hagyták el végleg. A vár utolsó birtokosa a Lichtenberg Ottenfels család volt.

## A vár mai állapota
A vár maradványai még ma is láthatók. Legrégibb része a várhegy tetején található. Ez az a vár amit már 1193-ban is említenek. Alatta építették ki a szabálytalan háromszög alakú felső várat, mely a várhegy nyugati és délnyugati részére terjedt ki. A vár kiépítését a 14–15. századra, Cilleiek uralma idejére teszik. A felsővár tornyainak és épületeinek maradványai ma is láthatók. A legjobb állapotban a felsővár fala melletti 16. században épített három emeletes reneszánsz palota maradt fenn, mely a városból is jól látható. Keleti oldalán nyílik a vár alatti barlang bejárata, melyet a vár magjának a felsővárral való összekötésére használtak fel. A várhegy déli részén találhatók a háromszög alakú alsóvár maradványai, melynek nyugati részén található a vár főkapuja. A hatalmas kapuépítmény maradványait az 1994-ben kezdődött ásatás tárta fel, mely során több mint 2000 méter hosszban tárták fel a falakat. A kaputól délre húzódó védőfal a délkeleti saroktoronyhoz csatlakozott, melynek ugyancsak megtalálták a maradványait. A várban végzett feltárások tulajdonképpen a mai napig is tartanak.